# IC 241
IC 241 ist eine linsenförmige Galaxie vom Hubble-Typ SB0-a im Sternbild Walfisch südlich der Ekliptik. Sie ist schätzungsweise 311 Millionen Lichtjahre von der Milchstraße entfernt und hat einen Durchmesser von etwa 100.000 Lj.

Im selben Himmelsareal befinden sich u. a. die Galaxien NGC 1007, NGC 1009, NGC 1016, NGC 1020.
Das Objekt wurde am 19. November 1886 vom französischen Astronomen Guillaume Bigourdan entdeckt.